# Rajd Hiszpanii 1995
Rezultaty Rajdu Hiszpanii (31. Rallye Catalunya - Costa Brava - Rallye de España), eliminacji Rajdowych Mistrzostw Świata w 1995 roku, który odbył się w dniach 23-25 października. Była to siódma runda czempionatu w tamtym roku. Bazą rajdu było miasto Lloret de Mar. 

## Zwycięzcy odcinków specjalnych[1]
| Dzień | OS   | Nazwa                     | Długość  | Zwycięzca                    | Czas  | Śr. pręd.   | Lider rajdu    |
| ----- | ---- | ------------------------- | -------- | ---------------------------- | ----- | ----------- | -------------- |
| 1     | SS1  | l'Enclusa - Sant Hilari 1 | 27,57 km | Armin Schwarz                | 17:54 | 92,41 km/h  | Armin Schwarz  |
| 1     | SS2  | Coll de Bracons 1         | 17,09 km | Carlos Sainz                 | 11:34 | 88,65 km/h  | Juha Kankkunen |
| 1     | SS3  | La Trona 1                | 12,92 km | Juha Kankkunen               | 8:37  | 89,97 km/h  | Juha Kankkunen |
| 1     | SS4  | Alpens - Les Llosses 1    | 17,08 km | Juha Kankkunen               | 11:09 | 91,91 km/h  | Juha Kankkunen |
| 1     | SS5  | Circuit de Catalunya      | 4,65 km  | Armin Schwarz                | 3:16  | 85,41 km/h  | Juha Kankkunen |
| 1     | SS6  | Talamanca                 | 14,53 km | Carlos Sainz                 | 8:43  | 100,02 km/h | Juha Kankkunen |
| 1     | SS7  | Monistrol de Calders      | 18,42 km | Carlos Sainz Juha Kankkunen  | 10:50 | 102,02 km/h | Juha Kankkunen |
| 1     | SS8  | La Roca - Sant Hilari 1   | 36,24 km | Armin Schwarz                | 23:17 | 93,39 km/h  | Juha Kankkunen |
| 1     | SS9  | Cladells 1                | 13,74 km | Carlos Sainz Armin Schwarz   | 9:43  | 84,84 km/h  | Juha Kankkunen |
| 2     | SS10 | Can Ferrer                | 23,98 km | Juha Kankkunen               | 13:59 | 102,89 km/h | Juha Kankkunen |
| 2     | SS11 | Capafons                  | 28,90 km | Carlos Sainz                 | 17:51 | 97,14 km/h  | Juha Kankkunen |
| 2     | SS12 | El Priorat                | 21,57 km | Juha Kankkunen               | 15:27 | 83,77 km/h  | Juha Kankkunen |
| 2     | SS13 | La Figuera                | 24,17 km | Juha Kankkunen               | 15:34 | 93,16 km/h  | Juha Kankkunen |
| 2     | SS14 | La Bisbal de Falset       | 25,15 km | Juha Kankkunen Didier Auriol | 16:19 | 92,48 km/h  | Juha Kankkunen |
| 2     | SS15 | Escaladei                 | 21,68 km | Juha Kankkunen               | 13:14 | 98,30 km/h  | Juha Kankkunen |
| 2     | SS16 | Capafons                  | 28,90 km | Colin McRae                  | 17:36 | 98,52 km/h  | Carlos Sainz   |
| 2     | SS17 | El Pont d'Armentera       | 13,12 km | Carlos Sainz                 | 7:46  | 101,36 km/h | Carlos Sainz   |
| 3     | SS18 | l'Enclusa - Sant Hilari 2 | 27,57 km | Colin McRae                  | 18:03 | 91,65 km/h  | Carlos Sainz   |
| 3     | SS19 | Coll de Bracons 2         | 17,09 km | Colin McRae Didier Auriol    | 11:32 | 88,91 km/h  | Carlos Sainz   |
| 3     | SS20 | La Trona 2                | 12,92 km | Didier Auriol                | 8:37  | 89,97 km/h  | Colin McRae    |
| 3     | SS21 | Alpens - Les Llosses 2    | 17,08 km | Didier Auriol                | 11:12 | 91,50 km/h  | Colin McRae    |
| 3     | SS22 | La Roca - Sant Hilari 2   | 36,24 km | Colin McRae                  | 22:48 | 95,37 km/h  | Colin McRae    |
| 3     | SS23 | Cladells 2                | 13,74 km | Andrea Aghini                | 9:22  | 88,01 km/h  | Colin McRae    |

## Wyniki końcowe rajdu[2]
| Msc.     | Kierowca          | Pilot                   | Samochód                      | Czas    | Strata | Grupa | Punkty |
| WRC      | WRC               | WRC                     | WRC                           | WRC     | WRC    | WRC   | WRC    |
| -------- | ----------------- | ----------------------- | ----------------------------- | ------- | ------ | ----- | ------ |
| 1.       | Carlos Sainz      | Luis Moya               | Subaru Impreza 555            | 5:05:58 | 0.0    | A8 M  | 20     |
| 2.       | Colin McRae       | Derek Ringer            | Subaru Impreza 555            | 5:06:49 | +0:51  | A8 M  | 15     |
| 3.       | Piero Liatti      | Alessandro Alessandrini | Subaru Impreza 555            | 5:07:56 | +1:58  | A8 M  | 12     |
| 4.       | François Delecour | Catherine Francois      | Ford Escort RS Cosworth       | 5:08:38 | +2:40  | A8 M  | 10     |
| 5.       | Andrea Aghini     | Sauro Farnocchia        | Mitsubishi Lancer Evo III     | 5:08:52 | +2:54  | A8 M  | 8      |
| 6.       | Gustavo Trelles   | Jorge del Buono         | Toyota Celica GT-Four (ST205) | 5:11:54 | +5:56  | A8    | 6      |
| 7.       | Oriol Gómez       | Marc Martí              | Renault Clio Williams         | 5:18:01 | +12:03 | A7    | 4      |
| 8.       | Andrea Navarra    | Renzo Casazza           | Toyota Celica GT-Four (ST205) | 5:18:20 | +12:22 | A8    | 3      |
| 9.       | Josep Bassas      | Antonio Rodríguez       | BMW M3                        | 5:28:06 | +22:08 | A8    | 2      |
| 10.      | Ivan Postel       | Olivier Peyret          | Subaru Impreza 555            | 5:32:38 | +26:40 | A8    | 1      |
| 11.      | Rui Madeira       | Nuno Rodrigues da Silva | Mitsubishi Lancer Evo II      | 5:33:52 | +27:54 | N4 M  | -      |
| PWRC     |                   |                         |                               |         |        |       |        |
| 1. (11.) | Rui Madeira       | Nuno Rodrigues da Silva | Mitsubishi Lancer Evo II      | 5:33:52 | 0.0    | N4 M  |        |
| 2. (15.) | Hans Stacey       | Mark van den Brand      | Mitsubishi Lancer Evo II      | 5:45:15 | +11:23 | N4    |        |

1. ↑  Litera M przy oznaczeniu grupy do której należy samochód oznacza, iż tylko ci kierowcy zdobywali punkty dla swoich zespołów liczonych w klasyfikacji producentów na koniec sezonu.

## Klasyfikacja po 7 rundach
Tabele przedstawiają tylko pięć pierwszych miejsc.

### Kierowcy
| Lp. | Kierowca         | Pkt |
| --- | ---------------- | --- |
| 1   | Carlos Sainz     | 70  |
| 2   | Colin McRae      | 70  |
| 3   | Juha Kankkunen   | 62  |
| 4   | Didier Auriol    | 51  |
| 5   | Kenneth Eriksson | 48  |

### Producenci
| Lp. | Producent           | Pkt |
| --- | ------------------- | --- |
| 1   | Mitsubishi Ralliart | 288 |
| 2   | 555 Subaru WRT      | 286 |
| 3   | Toyota              | 260 |
| 4   | R.A.S. Ford         | 201 |